# Британская антарктическая территория
Брита́нская антаркти́ческая террито́рия (англ. British Antarctic Territory) — сектор Антарктики (1,709 млн км²), расположенный между 20° и 80° западной долготы и южнее 60° южной широты, на который претендует Великобритания; заморская территория Великобритании.

## История
Великобритания поддерживала постоянное присутствие в наиболее удалённой части Южной Атлантики с 1833 года, когда она восстановила свой суверенитет над Фолклендскими островами. В 1908 году Великобритания расширила свои территориальные притязания, заявив о своём территориальном суверенитете над Южной Георгией, Южными Оркнейскими островами, Южными Шетландскими островами, Южными Сандвичевыми островами и Землёй Грэма, расположенными в Южной Атлантике и на Антарктическом континенте к югу от 50° южной широты и лежащими между 20° и 80° западной долготы. Управление всеми этими территориями, известными как Зависимые территории Фолклендских островов, осуществлялось губернатором Фолклендских островов из Порт-Стэнли.
В 1917 году территориальные претензии были уточнены и распространены, помимо прочего, на всю территорию, входящую в указанный сектор, вплоть до Южного полюса (то есть всю современную Британскую антарктическую территорию), а именно: «все острова и любые территории между 20° и 50° западной долготы, расположенные южнее 50° южной широты; и все острова и любые территории между 50° и 80° западной долготы, расположенные южнее 58° южной широты».
В настоящее время[когда?] сектор включает в себя Южные Шетландские острова, Южные Оркнейские острова, Антарктический полуостров, побережье моря Уэдделла, а также территории Антарктиды, расположенные южнее, до самого Южного полюса.
Согласно Договору об Антарктике, заключённому 1 декабря 1959 года и вступившему в силу 23 июня 1961 года, претензии на территории, находящиеся южнее 60° южной широты, бессрочно заморожены. В частности, их запрещено расширять, запрещена милитаризация региона и добыча полезных ископаемых, однако нет препятствий для научных исследований любых стран мира.
На основании статьи IV подписанного Договора Великобритания сохранила права на данную территорию. В то же время часть заявленной территории Британской Антарктики пересекается с территориальными претензиями Аргентины и Чили.
Антарктический полуостров с прилегающими островами — наиболее благоприятное место для человека в климатическом плане в Антарктике, поэтому население научных антарктических станций летом (декабрь-февраль) может достигать около 2 тыс. человек, при этом большинство из них не являются подданными Великобритании. Зимой население снижается до 500—700 работников станций. Постоянных жителей, как и во всей Антарктике, нет. Туризм распространён лишь летом.
Британская Антарктика широко представлена в антарктической филателии.